# Miklós Konkoly-Thege
Miklós Konkoly-Thege, född 20 januari 1842 i Pest, död 17 februari 1916 i Budapest, var en ungersk astronom och meteorolog.
Konkoly-Thege studerade i Pest och Berlin, byggde sig 1869-71, på sitt lantgods vid Ógyalla (i nuvarande Slovakien), ett observatorium, som utbyggdes 1874 och 1899 skänktes till den ungerska staten med honom själv som direktör. Andra framstående astronomer som tjänstgjorde där var Hermann Kobold, Béla Harkányi och Radó Kövesligethy.
Konkoly-Thege var tillika 1890-1911 direktör för den ungerska meteorologiska och jordmagnetiska riksanstalten i Budapest. I facktidskrifter publicerade han talrika observationer angående bland annat kometer och meteorer, vilka är samlade i "Beobachtungen am astrophysikalischen Observatorium in Ógyalla" (band 1-16, 1879-94) och i "Kleinere Veröffentlichungen des Ógyallaer Astrophysikalischen Observatoriums Stiftung von Konkoly", 1-14, förutom mindre meddelanden på ungerska om aktuella astronomiska ämnen.
Då Ógyalla-observatoriet 1918 kom i den nya tjeckoslovakiska republikens besittning, upprättades det 1920 i Budapest upprättat ett statsobservatorium. Konkoly-Thege hade nämligen bestämt, att hans observatorium endast skulle tjäna den ungerska vetenskapen. Observatoriets viktigaste instrument flyttades till Budapest, och det byggdes ett nytt observatorium på Schwabenberg vid Budapest.